# Bistum Punto Fijo
Das Bistum Punto Fijo (lateinisch Dioecesis Punctifixensis, spanisch Diócesis de Punto Fijo) ist eine in Venezuela gelegene römisch-katholische Diözese mit Sitz in Punto Fijo. Ihr Gebiet besteht aus der Halbinsel Paraguaná, also aus den Bezirken Carirubana, Falcón und Los Taques des venezolanischen Bundesstaates Falcón.

## Geschichte
Das Bistum Punto Fijo wurde am 12. Juli 1997 durch Papst Johannes Paul II. mit der Apostolischen Konstitution Ad melius prospiciendum aus Gebietsabtretungen des Bistums Coro errichtet. Erster Bischof wurde Juan María Leonardi Villasmil.
Es ist dem Erzbistum Coro als Suffraganbistum unterstellt.

## Bischöfe
- Juan María Leonardi Villasmil (1997–2014)
- Carlos Alfredo Cabezas Mendoza (2016–2022, dann Bischof von Ciudad Guayana)
- Luis Enrique Rojas Ruiz (seit 2023)